# KwaZulu-Natal
KwaZulu-Natal és una de les noves províncies de Sud-àfrica, al sud-est, amb una llarga línia costera a l'oceà índic. Va ser creada el 1994 per la fusió de l'antiga província de Natal i l'antic bantustan de KwaZulu. La major part del territori correspon al territori de l'ètnia zulu.

## Monarquia zulu

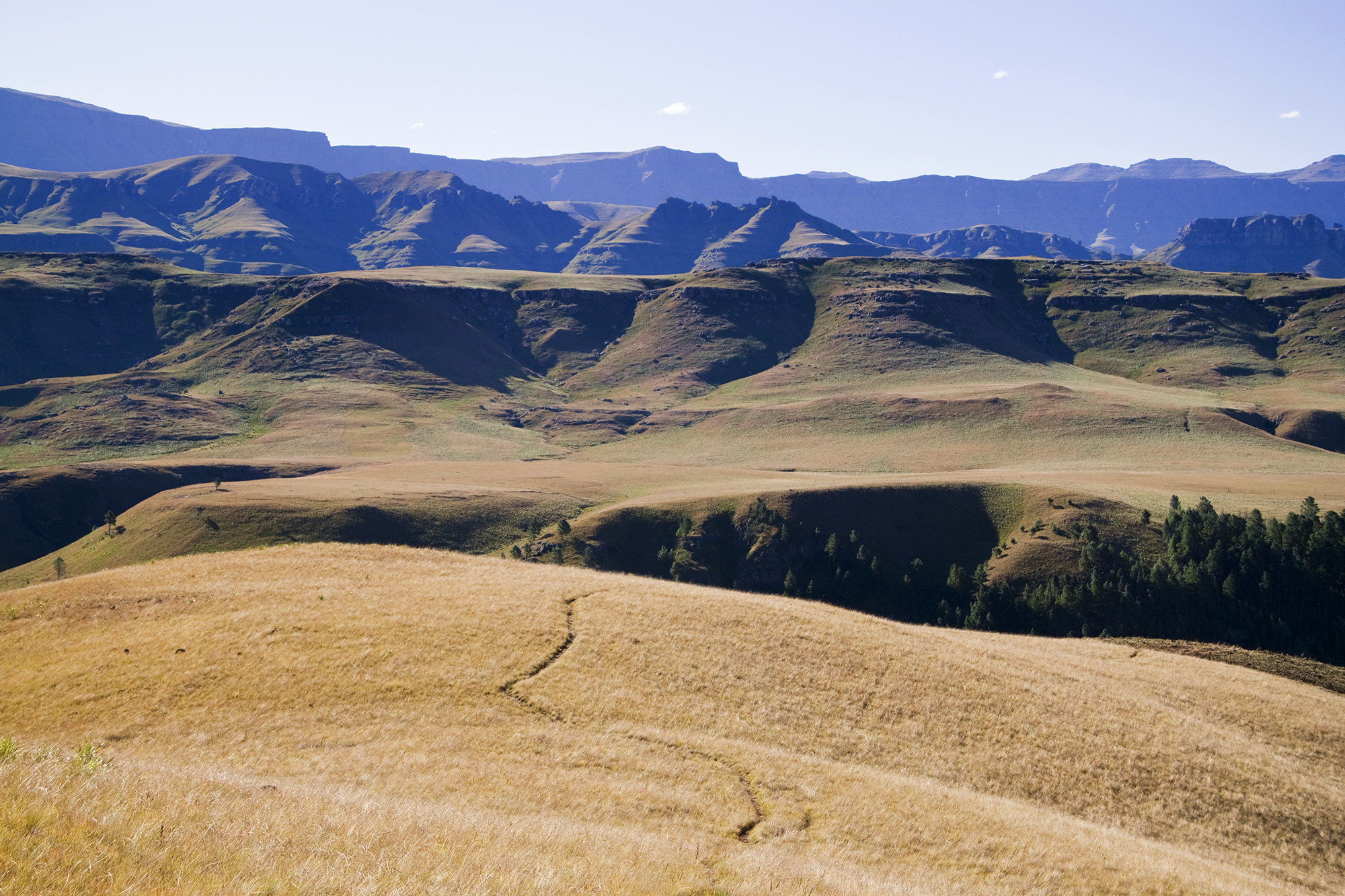
Un paisatge de la província

KwaZulu-Natal també és la residència del monarca zulu, el rei Goodwill Zwelethini kaBhekuzulu. Encara que no gaudeix de cap poder polític directe, el rei zulu rep una subvenció del govern i gaudeix d'una considerable influència política entre els tradicionalistes zulus a la província.

## Divisió administrativa
Kwa-Zulu Natal es divideix en una entitat metropolitana eThekwini (Durban) i deu districtes que al seu torn es divideixen en 48 municipis:
- Amajuba
- Zululand
- Umkhanyakude
- uThungulu
- Umzinyathi
- Uthukela
- Umgungundlovu
- iLembe
- Ugu
- Harry Gwala

## Persones
- Nomcebo Zikode (1984), cantant